# Warthof
Das heutige Forsthaus Warthof befindet sich in Waldeinsamkeit auf dem Gelände der verfallenen Burg Wart am Südhang der Winterlauter in den Löwensteiner Bergen. Die Burg Wart war ursprünglich eine mittelalterliche Vor- oder Wartburg der Markgrafen von Baden und liegt südwestlich von Spiegelberg auf dem Gebiet der Gemeinde Aspach im Rems-Murr-Kreis in Baden-Württemberg.

## Geschichte der Burg
Die Burg Wart wurde – je nach Quelle – Anfang des 12. Jahrhunderts oder um das Jahr 1200 von den Markgrafen von Baden im Gebiet zwischen den größeren Burgen Löwenstein, Lichtenberg und Reichenberg erbaut. Die kleine Dienstmannenburg ging wahrscheinlich aus einer einzelnen Warte hervor, jedenfalls legt dies der Name nahe. Im Jahre 1131 wird eine löwensteinische Burg Wartenberg genannt, die von Herzog Welf VI. gestürmt wurde. 1297 kam die Burg samt der kleinen, dem Heiligen Laurentius geweihten Burgkapelle, im Zuge einer Heirat mit einer badischen Prinzessin an die Grafen von Wirtemberg.
Die Burg wurde von den Wirtembergern zu Lehen gegeben und um 1435 an Konrad von Stammheim verpfändet. Zu dieser Zeit wurde hier in einem Bergwerk nach Gagat, Gold und Silber gesucht. 1456 verlieh Graf Ulrich die Burg an Benrold Nothaft von Hohenberg. 1509 veräußerte dessen Sohn, der Ritter Eitel Hans Nothaft von Hohenberg die Burg wieder an Württemberg. In dem Kaufvertrag ist von einem Schlösslein Wart, einer Scheune, Baumgärten und umfangreichem Grundbesitz die Rede. Im Jahre 1524 wurde die Burg neben anderen Besitzungen (darunter auch der Katzenhof) von Erzherzog Ferdinand an den württembergischen Sekretär und Unternehmer Trautwein Vaihinger von Schöntal verkauft. Aufständische Bauern, denen Vaihinger von Schöntal zuvor in Weinsberg nur knapp entkommen war, plünderten im Bauernkrieg 1525 die Burg und steckten sie in Brand. Dabei verbrannte auch die dem Heiligen Laurentius geweihte Burgkapelle. Die Burgruine wurde nie wieder aufgebaut. Trautwein Vaihinger von Schöntal prozessierte noch 1533 vergeblich gegen die vermeintlichen Brandstifter.

## Weitere Nutzung
Nach dem Brand von 1525 war die Burg bis 1559 unbewohnt und zerfiel langsam. Auf den Äckern wuchsen Büsche. Ruine, Felder und Wälder kamen 1559 durch Schenkung an Dietrich von Plieningen, der die Burg Schaubeck bewohnte. 1593 fiel der Besitz an Sebastian und Christoph von Plieningen. 1650 errichteten die neuen Herren auf dem Burggelände die noch bestehenden Gebäude, die heute als Forsthaus, Scheune und Backhaus genutzt werden. Auf einer Illustration in Andreas Kiesers Forstlagerkarte wird der Hof 1686 Klein Wartshoff genannt. Das Anwesen war zu dieser Zeit im Besitz derer von Pölnitz. Im 18. Jahrhundert war der Warthof im Besitz der Freiherren von Gaisberg, derer von Eltershofen und kam an die württembergische Linie derer von Kniestedt, ehe er an die Freiherren von Bruselle fiel. 1862 kaufte der Staat Württemberg das Gut Wart von dem Freiherrn Felix Friedrich von Bruselle und wandelte das Bauernhaus in eine Forstdienststelle um, die heute dem Forstamt Backnang untersteht.

## Beschreibung
Wall und Graben sind – mit Ausnahme des südlichen Bereichs, der durch eine Forststraße überbaut wurde – vollständig erhalten. Der Graben war früher mit Wasser gefüllt und wurde von einem Brunnen gespeist, so auch noch auf der Forstkarte von Andreas Kieser.  Ansehnliche Mauerreste der nördlichen Ringmauer sowie der nördlichen Außenwand des Hauptgebäudes aus Sandsteinquadern sind erhalten geblieben. Es ist auch noch ein Gewölbekeller vorhanden, der wohl aus der zeit nach 1525 stammt.

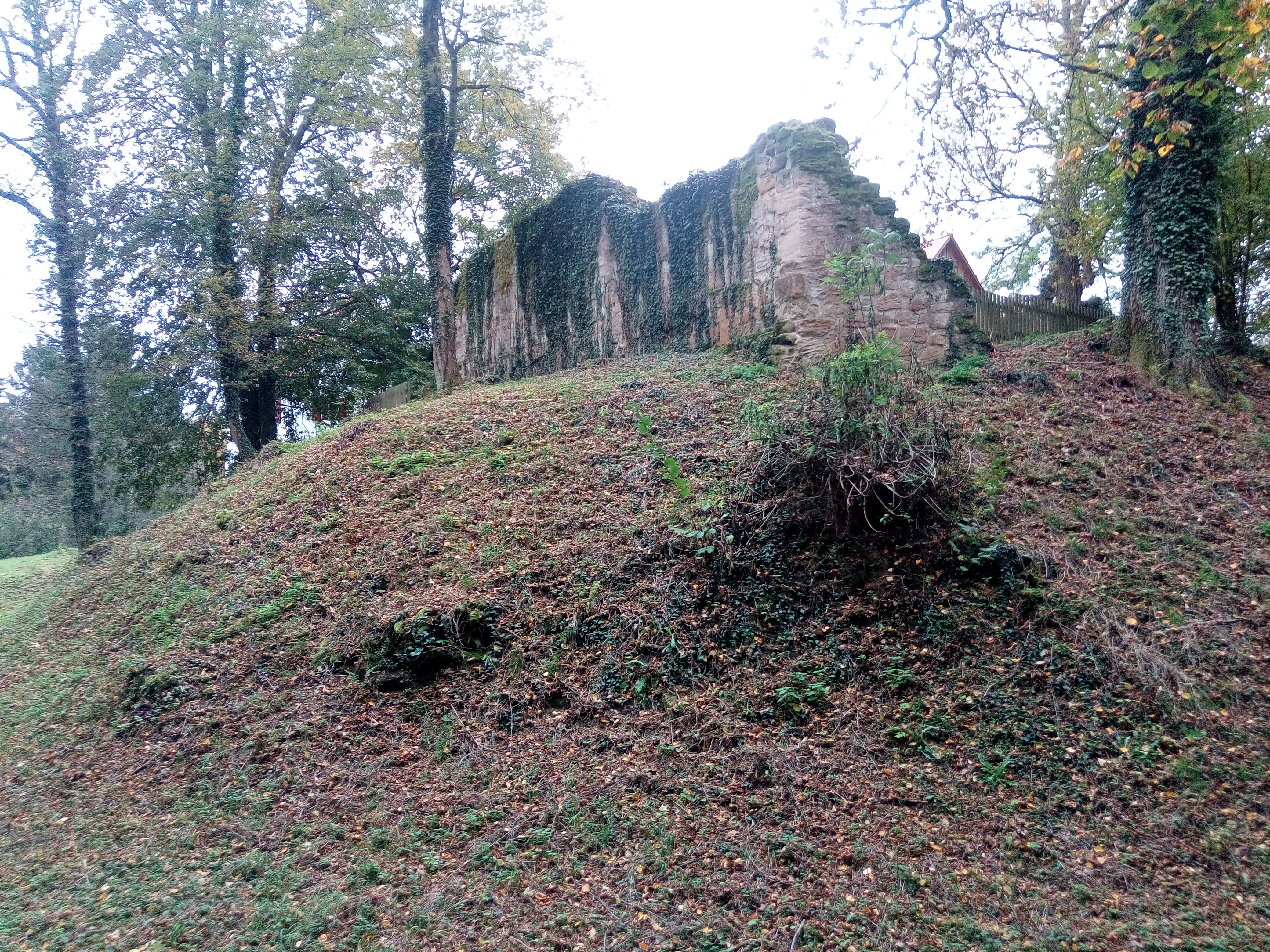
Mauerreste
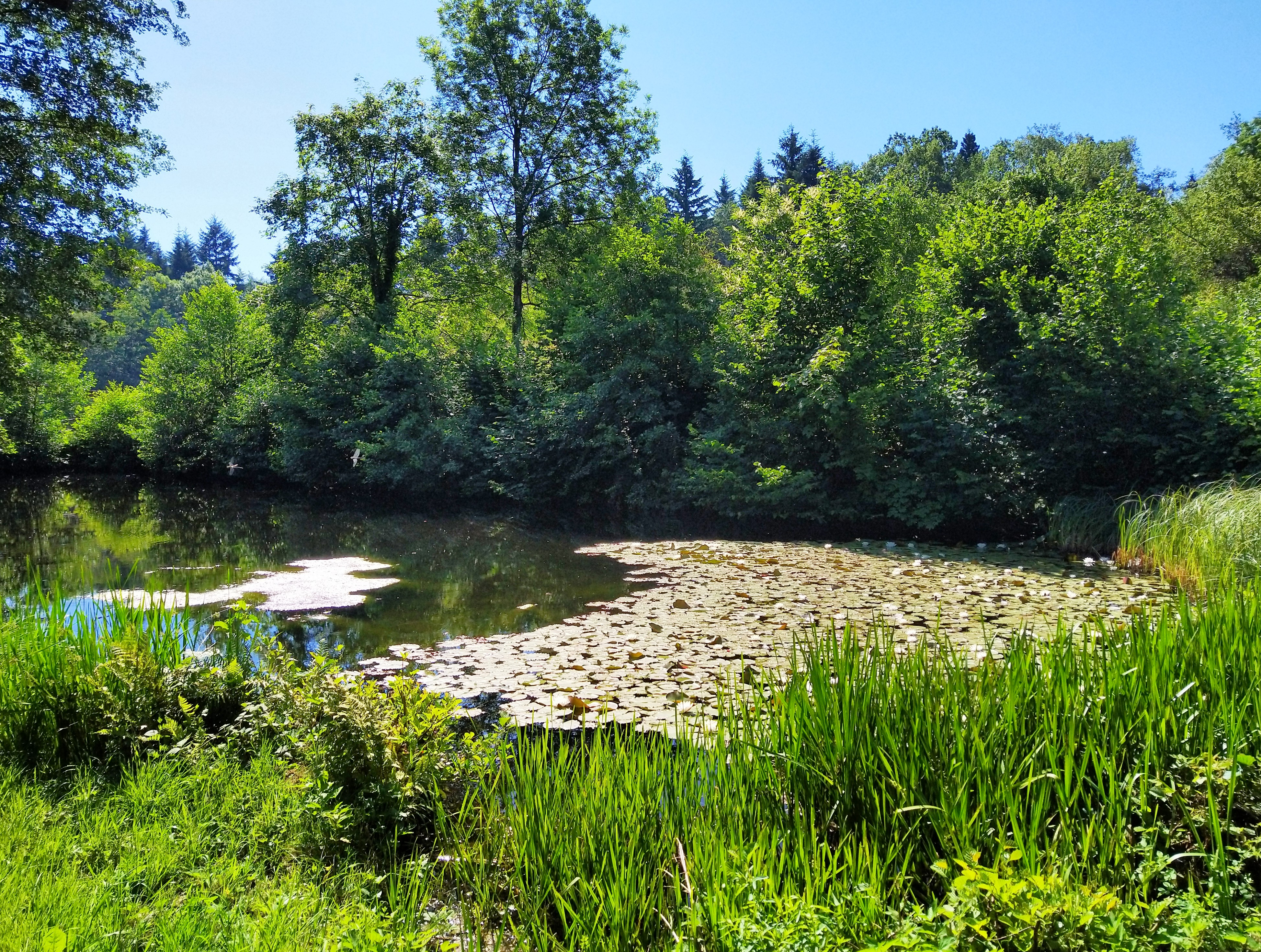
Fischteich
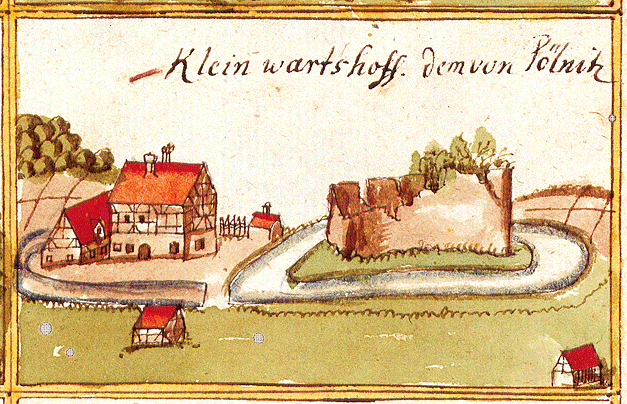
Klein Wartshoff: Warthof mit Ruine der Burg Wart aus Andreas Kiesers Forstlagerbuch (1686)

## Wappen der früheren Besitzer

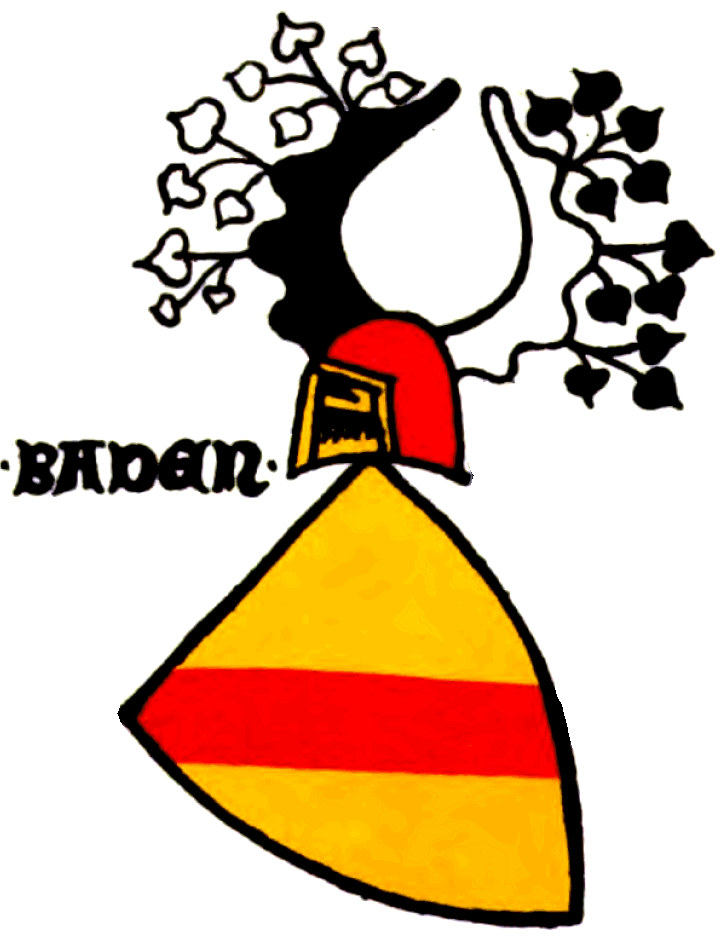
Haus Baden
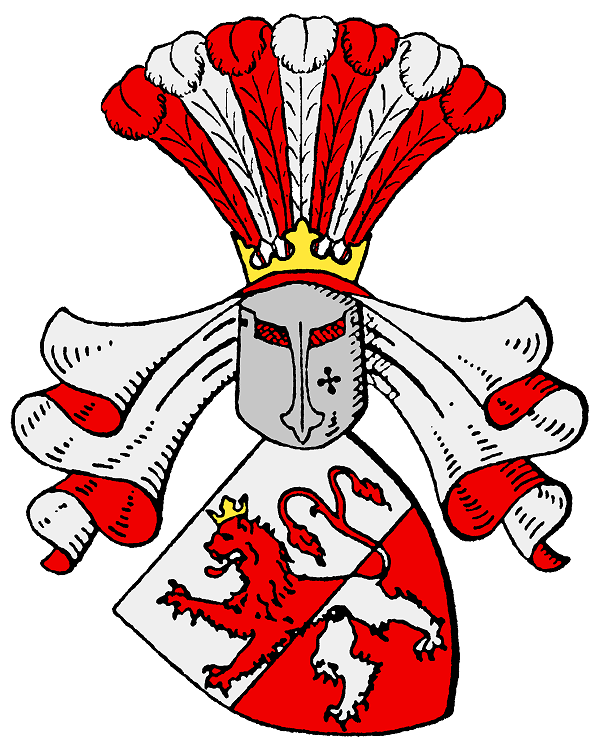
Grafen von Löwenstein
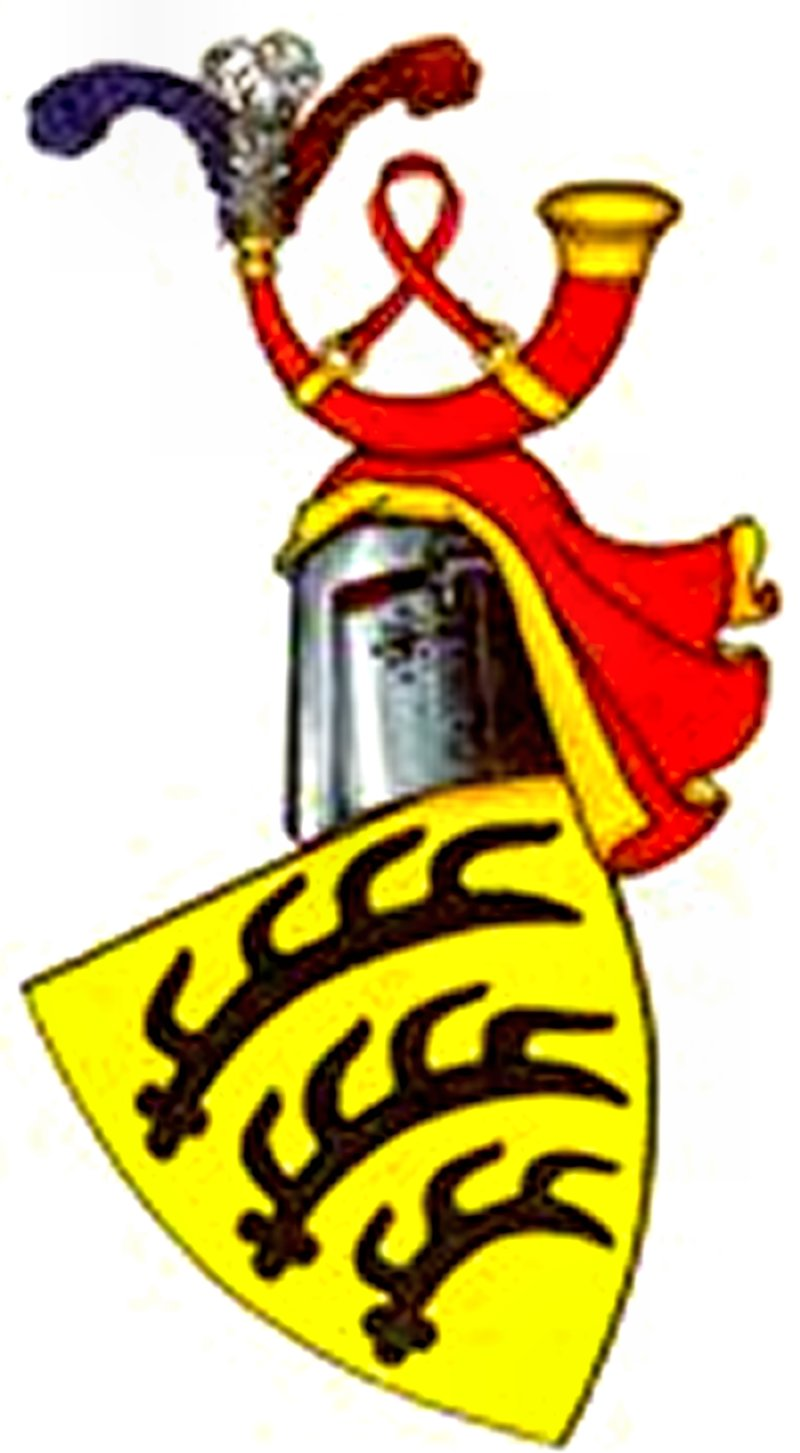
Grafen von Württemberg
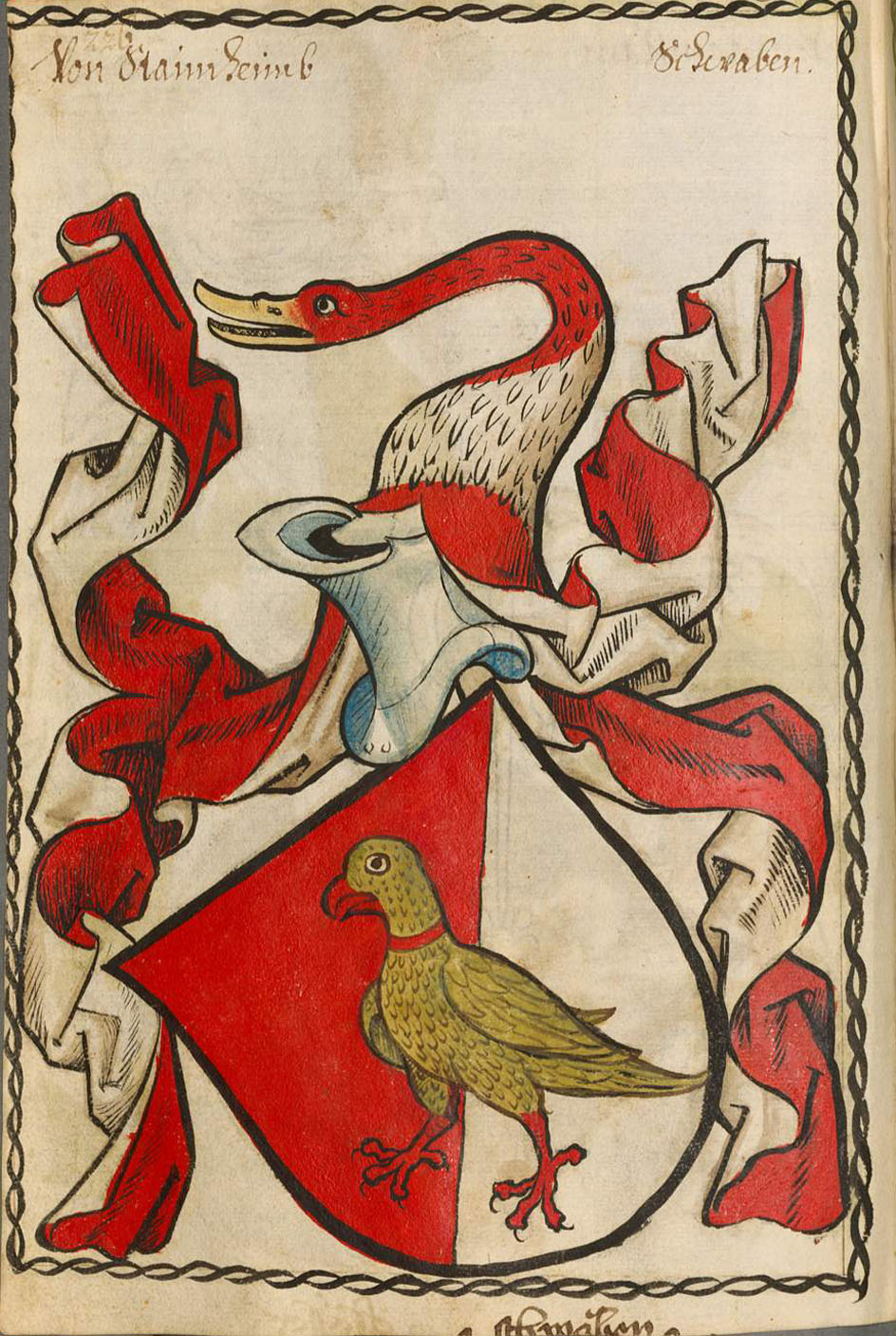
Herren von Stammheim
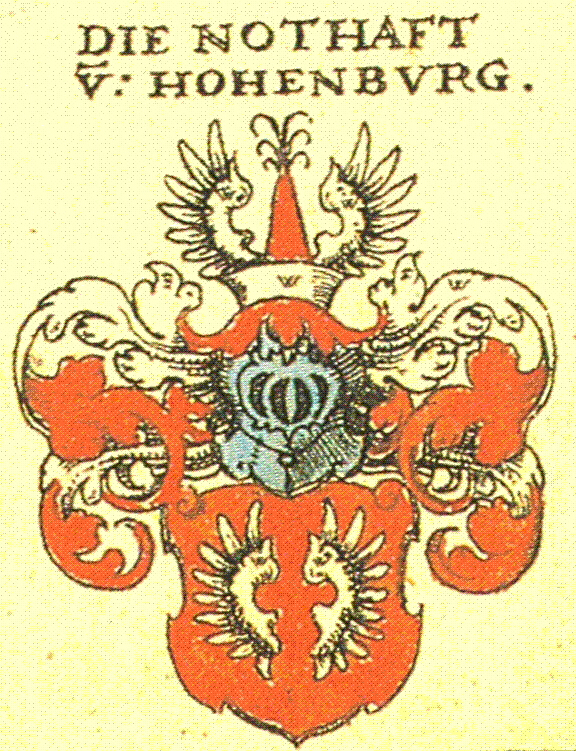
Nothaft von Hohenberg
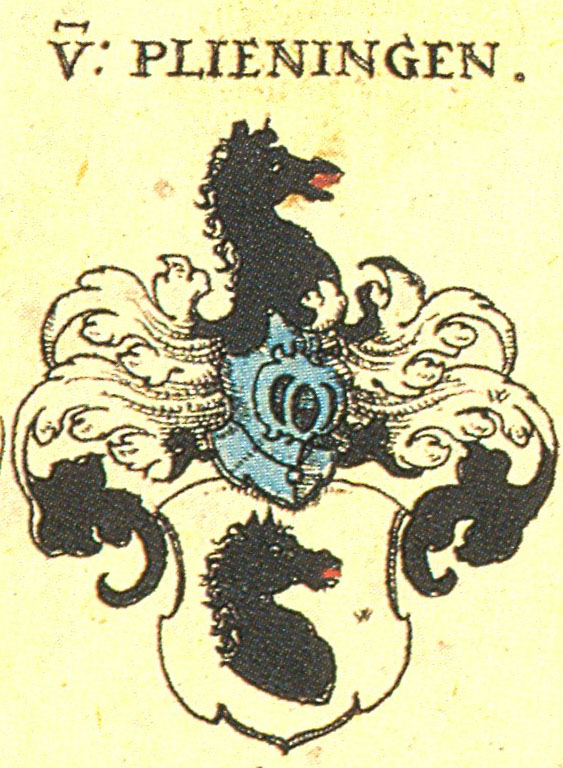
Herren von Plieningen
von Pölnitz
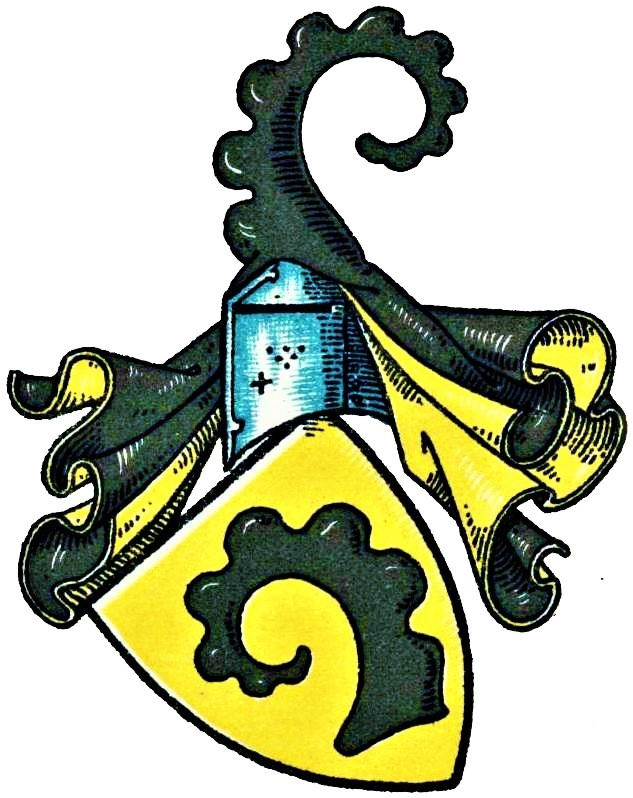
Freiherren von Gaisberg
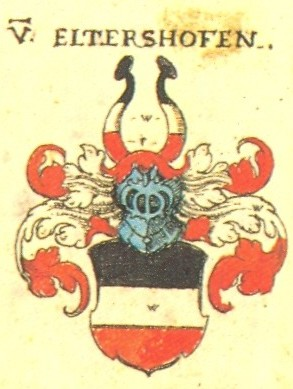
von Eltershofen
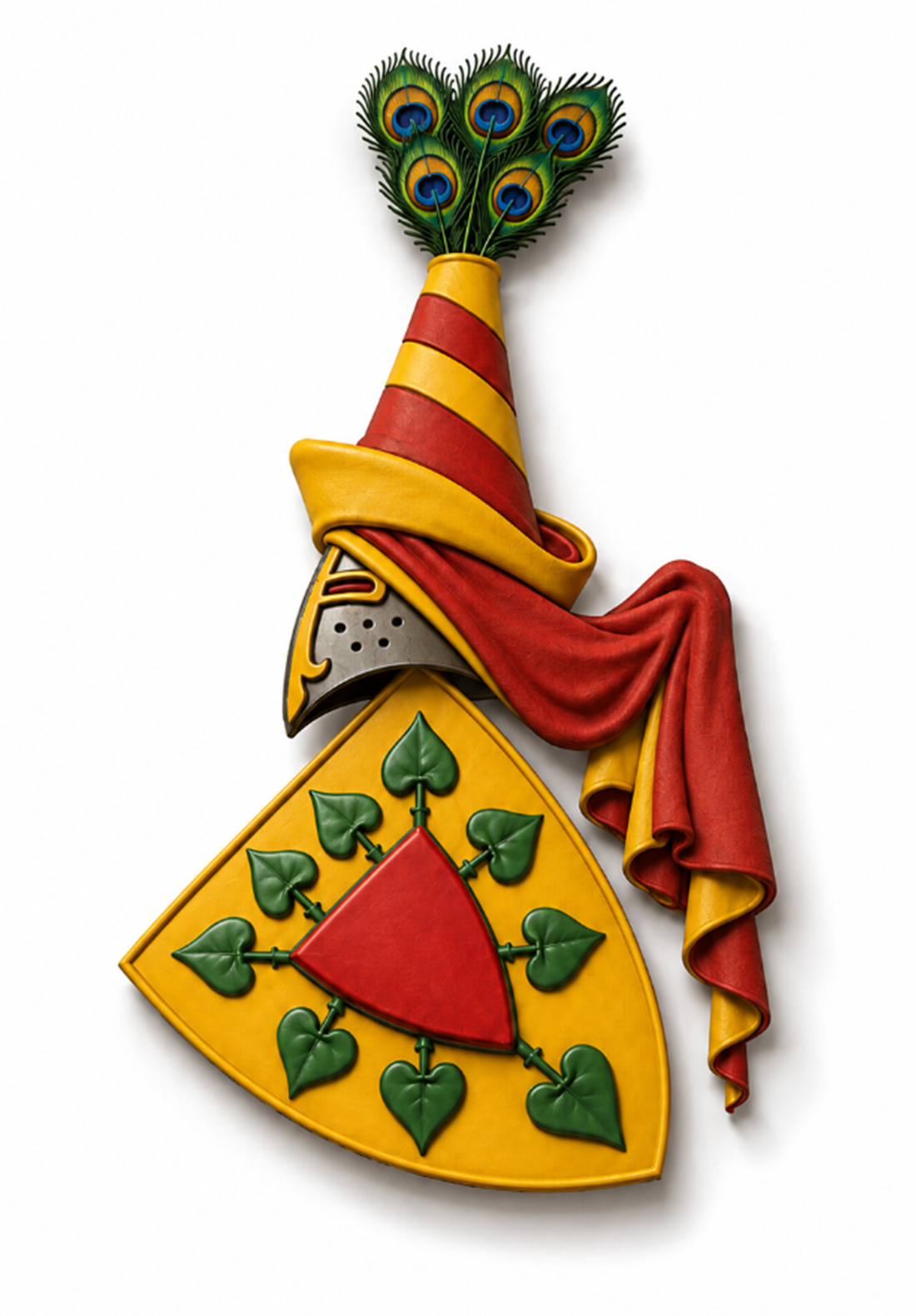
von Kniestedt
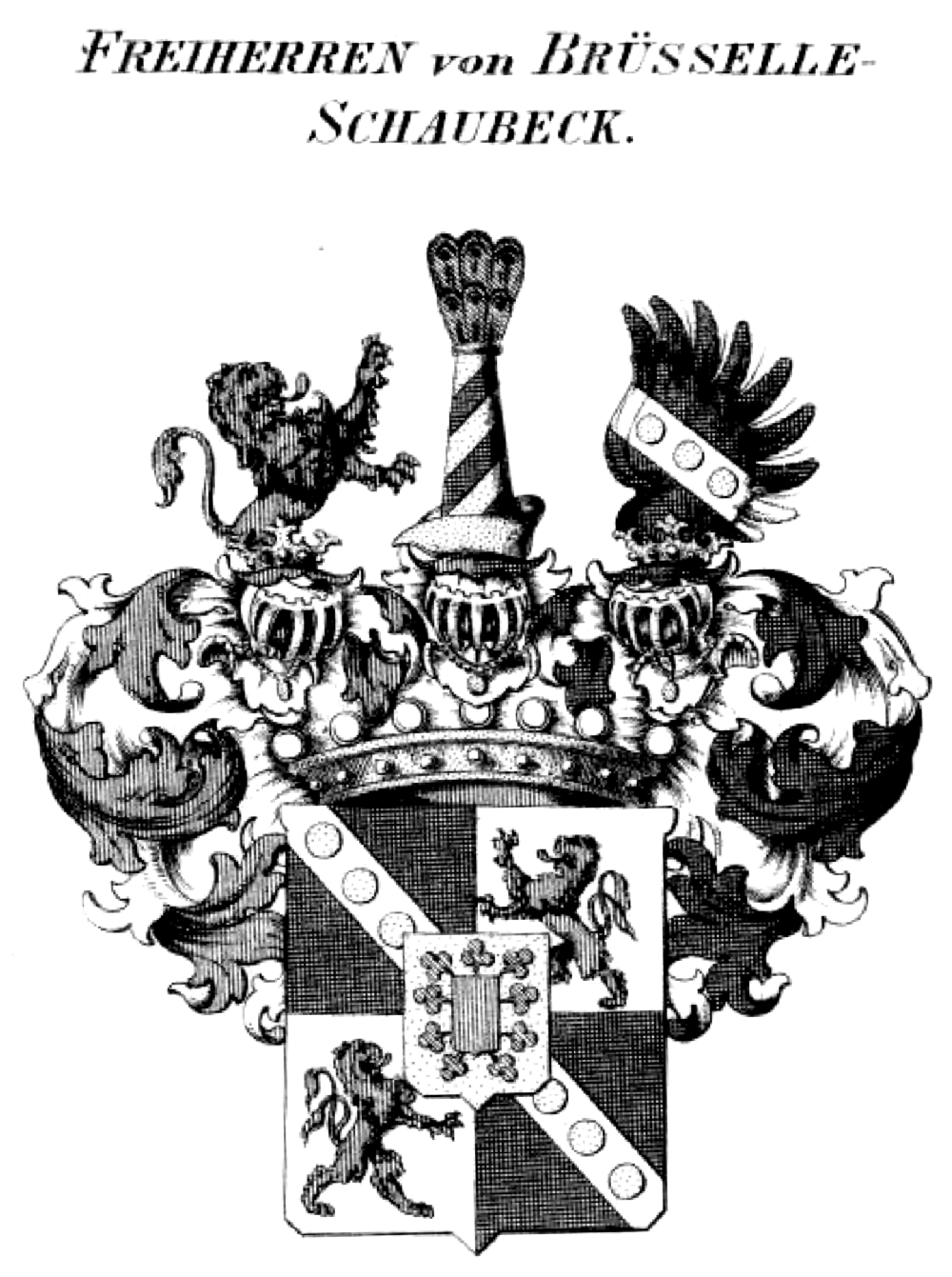
Freiherren von Brüsselle-Schaubeck